# Notoncus ectatommoides
Notoncus ectatommoides är en myrart som först beskrevs av Auguste-Henri Forel 1892.  Notoncus ectatommoides ingår i släktet Notoncus och familjen myror. Inga underarter finns listade i Catalogue of Life.

## Bildgalleri

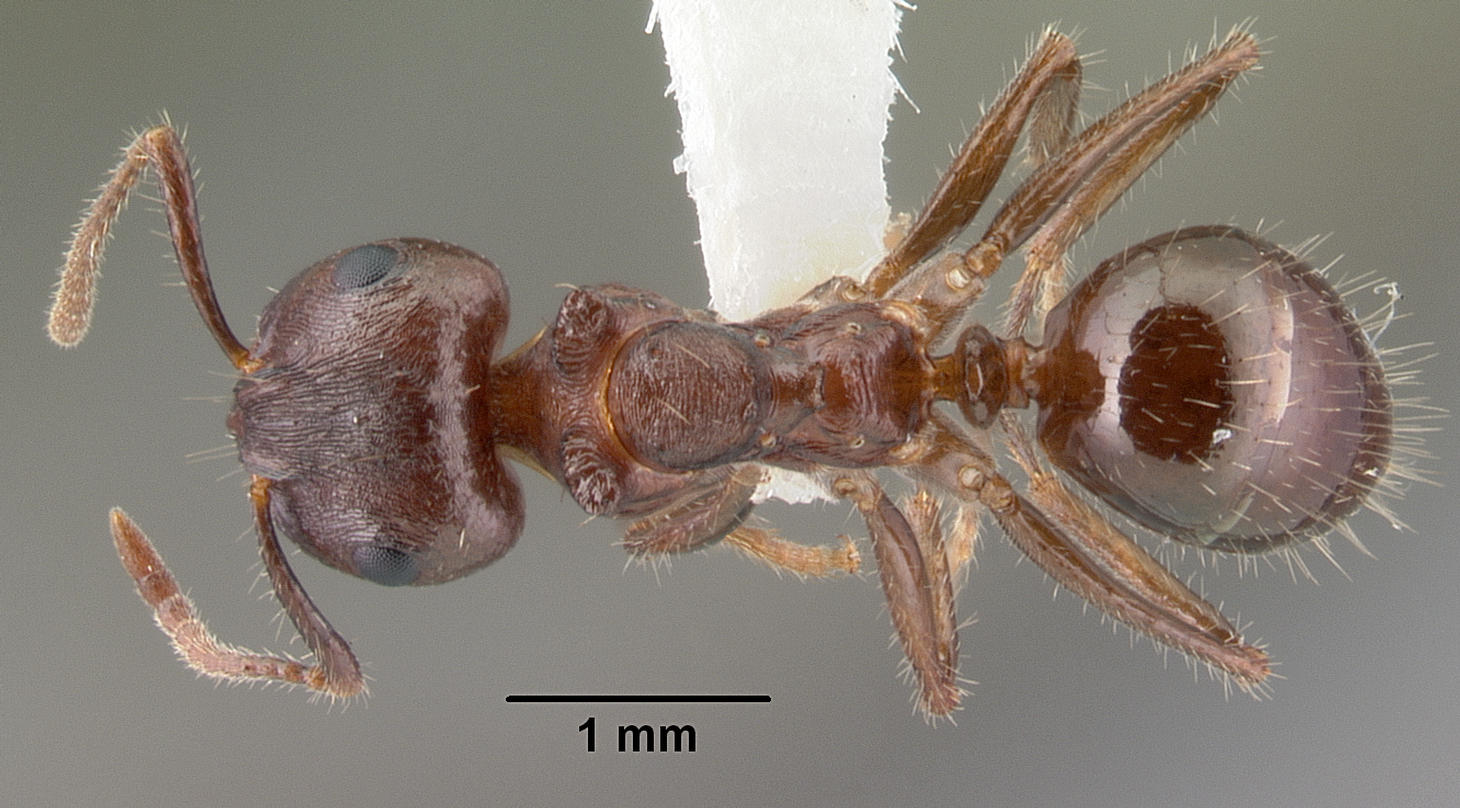
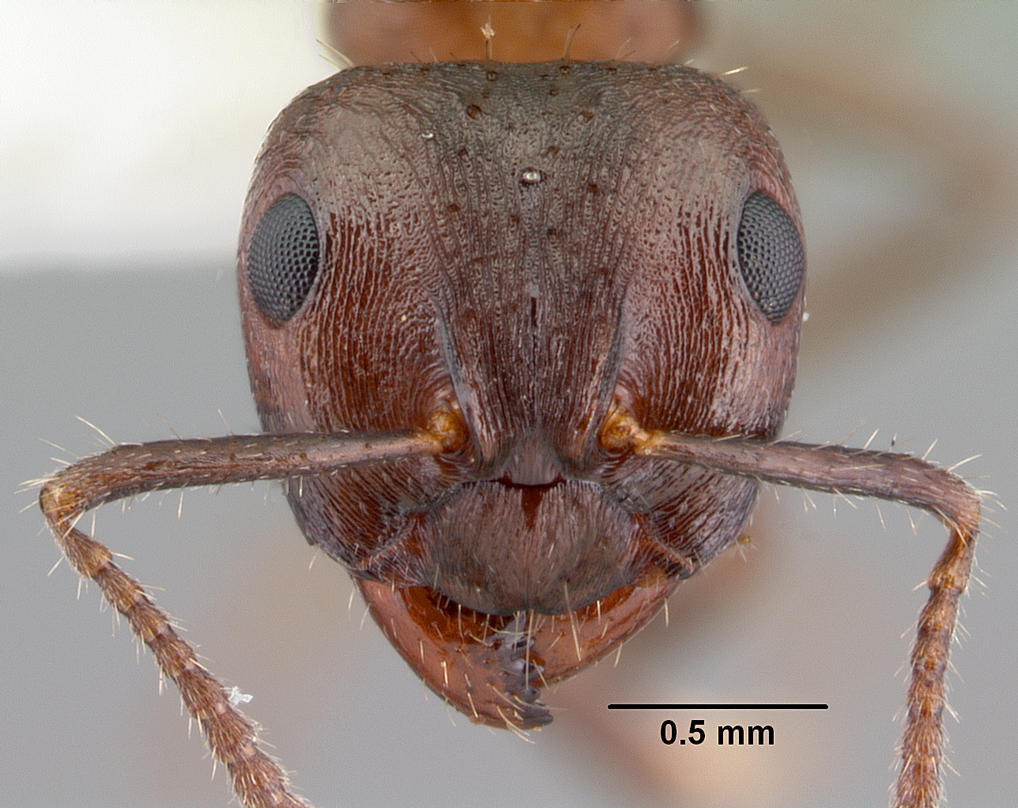
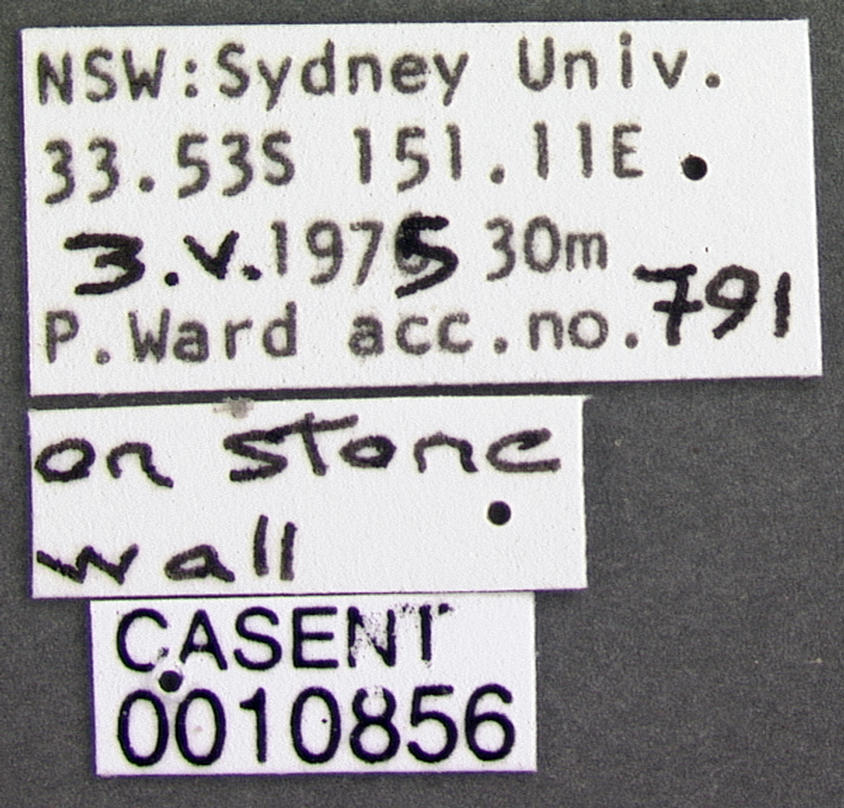
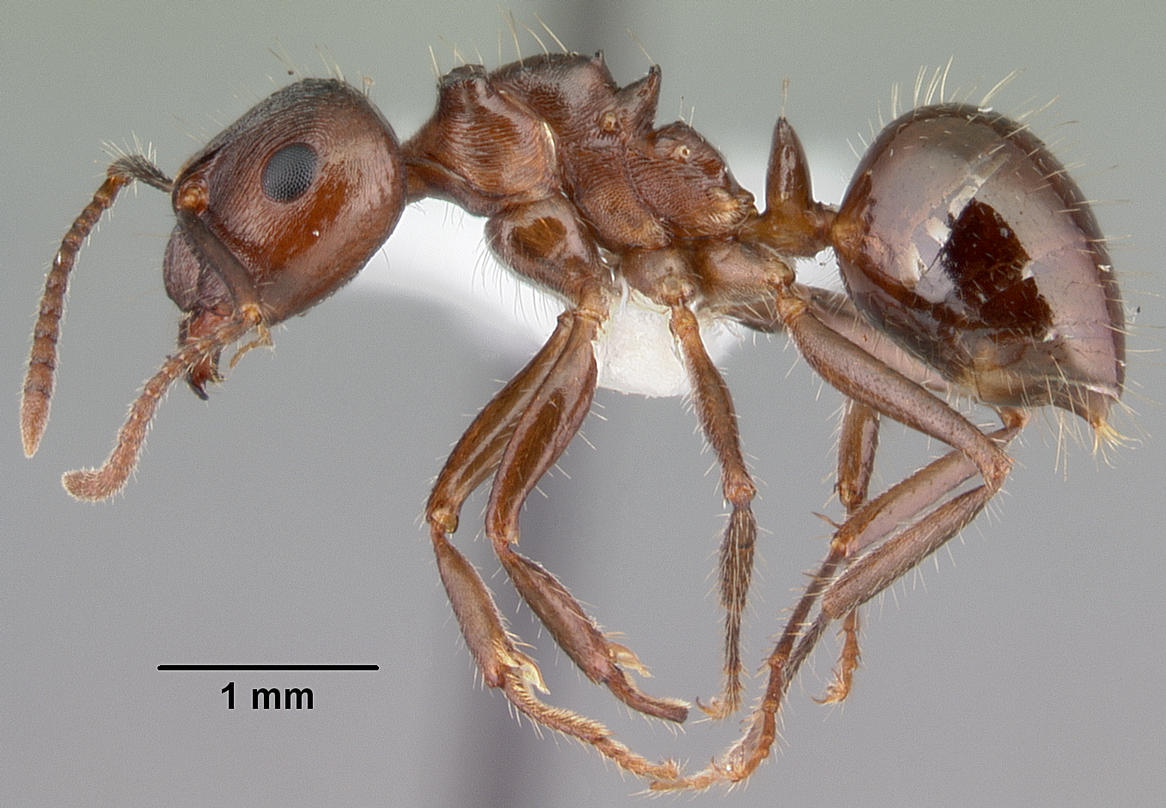
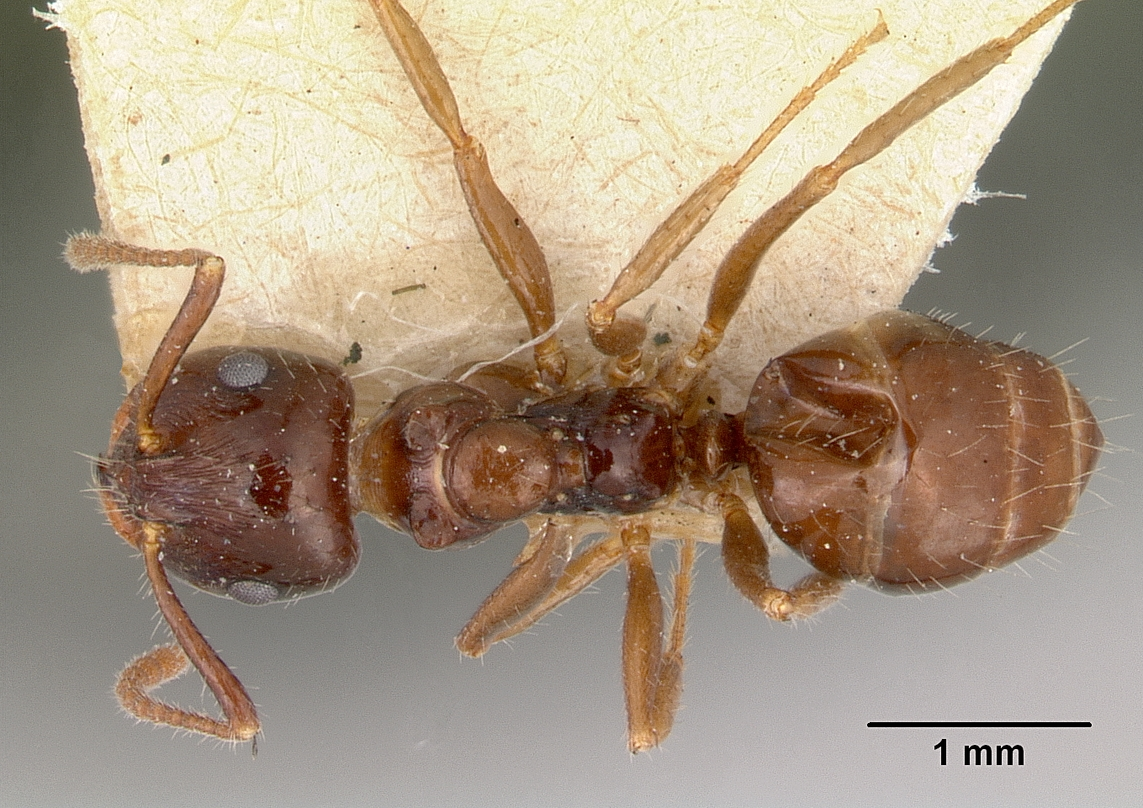
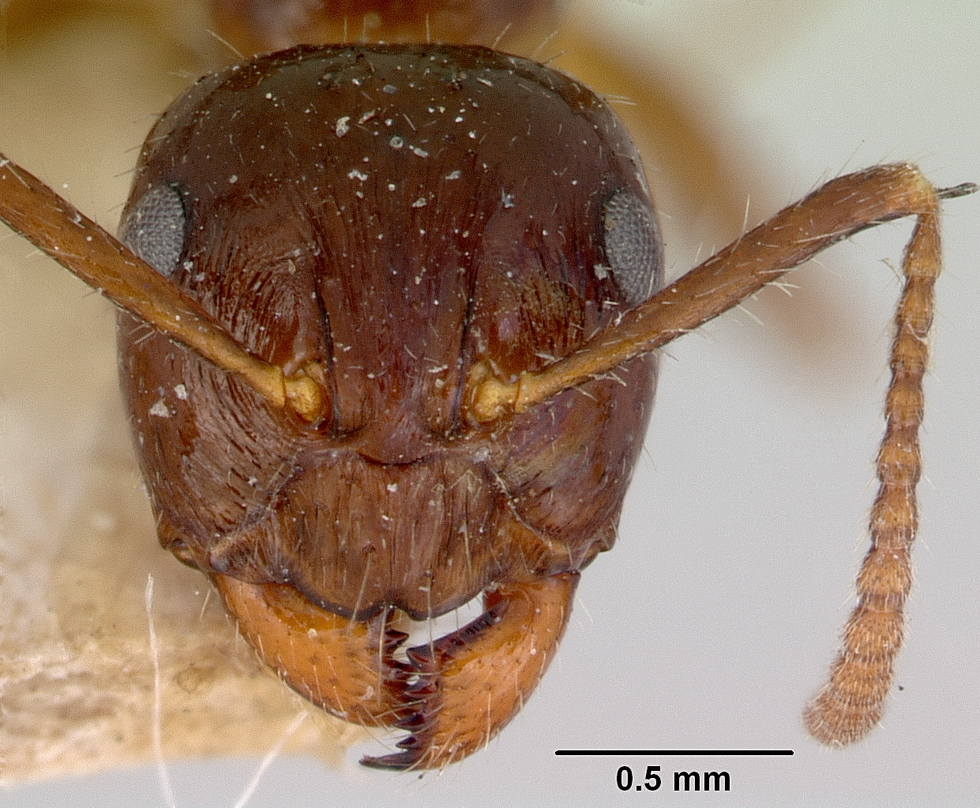